# Terminalia stenostachya
Terminalia stenostachya är en tvåhjärtbladig växtart som beskrevs av Adolf Engler och Diels. Terminalia stenostachya ingår i släktet Terminalia och familjen Combretaceae. Inga underarter finns listade i Catalogue of Life.